# Astragalus myriacanthus
Astragalus myriacanthus — вид квіткових рослин з родини бобових (Fabaceae). Ареал охоплює такі країни: Іран.

## Середовище
Висоти: 1900–3800 метрів. Це багаторічний нелазячий чагарник, який переважно зустрічається в лісостепу гір Загрос, а також у гірських лісах Кух-Руд та Східного Ірану. Також відомий його поширення в пустельних басейнах Центральної Персії. Немає відомих серйозних загроз для цього виду.